# Pluton B i Vietnam
Pluton B i Vietnam (orig. titel "Tour of Duty") var en amerikansk TV-serie som spelades in 1987-1990 och sändes bland annat på Kanal 5 i Sverige under titeln "Pluton B i Vietnam".
Serien handlar om en grupp soldater under Vietnamkriget. Serien, som blev tre säsonger lång, tar upp problem i det krigshärjade Vietnam. Allt från rasism mellan amerikanska soldater och drogproblem i Vietnam till veteranernas kamp.
Namnet "Tour of duty" kommer från det amerikanska uttrycket. En "tour" var ett år lång och var den tid man normalt tjänstgjorde i Vietnam.
Serien använde sig av många gästskådespelare som till exempel Ving Rhames och Michael Madsen.